# KZ-Außenlager Vaihingen

KZ-Gedenkstätte Vaihingen an der Enz

Das Konzentrationslager Vaihingen, zeitgenössisch und umgangssprachlich auch Konzentrationslager Wiesengrund genannt, wurde im August 1944 in der Nähe von Vaihingen an der Enz im unteren Glattbachtal angelegt, wo etwa 500 Meter talabwärts bereits ein Zwangsarbeiterlager mit der Bezeichnung „Wiesengrund“ bestand. Das Konzentrationslager war eines der zahlreichen Außenlager des deutschen KZ Natzweiler-Struthof im annektierten Elsass (Ostfrankreich). Es war anfangs ein Arbeitslager und ab Dezember 1944 ein   Kranken- und Sterbelager. Im April 1945 wurde es aufgelöst.

## Geschichte

### Arbeitslager
Bei den zunächst im Konzentrationslager untergebrachten Häftlingen handelte es sich um 2187 als Juden verfolgte Personen, die aus dem KZ Radom über Auschwitz nach Vaihingen transportiert worden waren. Sie wurden – neben rund 900 Zwangsarbeitern – auf verschiedenen Baustellen des vom „Jägerstab“ (Luftwaffenministerium) betreuten Projekts „Stoffel“ (Idee einer getarnten mehrgeschossigen Fabrikanlage für die Flugzeugwerke Messerschmitt AG) eingesetzt und sollten dabei der „Vernichtung durch Arbeit“ preisgegeben werden. Lagerführer war Friedrich Berlinghof; Kommandant der Wachmannschaft Wilhelm Lautenschlager.
Geplant war die Errichtung eines unterirdischen Rüstungsbetriebs, in dem auf einer Fläche von rd. 80.000 m² Teile für den Strahljäger Me 262 hergestellt werden sollten. Die Baustelle war ein früherer Steinbruch der Firma Baresel auf dem Flurstück „Am Ensinger Weg“. Die deutsche Rüstungsindustrie hatte sich in dem von der Firma Baresel aufgelassenen Steinbruch bereits 1942 etabliert, als Versuche mit dem katapultgestarteten Marschflugkörper Fieseler Fi 103 („V1“) durchgeführt wurden. Die Bauarbeiten am Projekt „Stoffel“ wurden durch die Organisation Todt (OT) geleitet.
Die Bauarbeiten im KZ Vaihingen mussten wegen des Kriegsverlaufs und wegen ständiger Luftangriffe Ende Oktober 1944 aufgegeben werden. Ein Großteil der Häftlinge wurde daraufhin in andere Arbeitslager sowie in das benachbarte KZ-Außenkommando Unterriexingen abtransportiert.
Aufgrund der Evakuierung des Stammlagers in Natzweiler befand sich die Kommandantur der Natzweiler-Außenlager, die auch für das Außenlager Vaihingen zuständig war, ab Ende November 1944 in Guttenbach in der Nähe des KZ Neckarelz.

### „SS-Kranken- und Erholungslager“

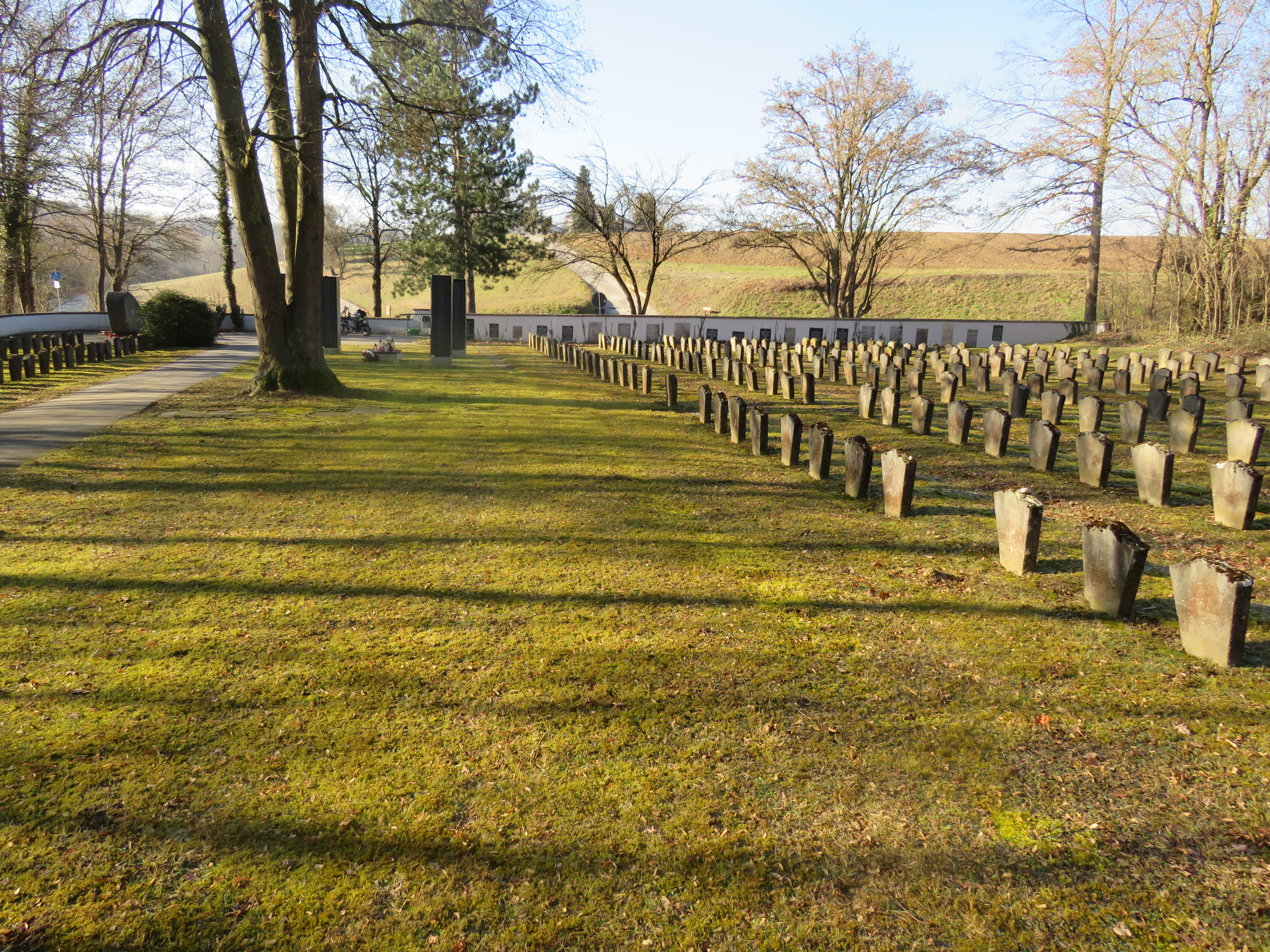
Neu gestalteter KZ-Friedhof (1958) bei der Gedenkstätte

Das KZ-Außenlager Vaihingen wurde dann als zentrales „SS-Kranken- und Erholungslager“ für andere Außenlager des KZ Natzweiler in Südwestdeutschland genutzt, offiziell ab dem 1. Dezember 1944. Der Begriff „Kranken- und Erholungslager“ diente der Verschleierung der Vernichtungsfunktion des Lagers. Tatsächlich handelte es sich um ein Kranken- und Sterbelager, was für Außenlager zu dem Zeitpunkt ein Novum war.
Ab November wurden rund 2400 kranke Häftlinge nach Vaihingen transportiert, unter anderem aus den Lagern des sogenannten Unternehmens Wüste, aus den Neckarlagern beim KZ Neckarelz und aus dem KZ-Außenlager Haslach. Viele von ihnen starben an Entkräftung, hervorgerufen durch bewusst herbeigeführten Nahrungsmangel, oder an Krankheiten, die nicht behandelt wurden. Anfang 1945 brach im Lager eine Flecktyphus-Epidemie aus, die zu sehr vielen Todesfällen führte.
| Herkunft              | Datum         | Anzahl | Überlebt | Gestorben |
| --------------------- | ------------- | ------ | -------- | --------- |
| KZ Dautmergen         | 9. Nov. 1944  | 200    | 66       | 67 %      |
| KZ Schörzingen        | 9. Nov. 1944  | 200    | 70       | 65 %      |
| KZ Bisingen           | 9. Nov. 1944  | 50     | 11       | 78 %      |
| KZ Schömberg          | 9. Nov. 1944  | 50?    | N/A      | N/A       |
| KZ Dautmergen         | 20. Nov. 1944 | 250    | 88       | 54 %      |
| KZ Frankfurt          | 2. Dez. 1944  | 16     | 8        | 50 %      |
| KZ Hessental          | 18. Dez. 1944 | 53     | 18       | 66 %      |
| KZ Leonberg           | 20. Dez. 1944 | 60     | 23       | 62 %      |
| KZ Neckargerach       | 20. Dez. 1944 | 120    | 31       | 74 %      |
| KZ Neckarelz          | 20. Dez. 1944 | 131    | 56       | 67 %      |
| KZ Frankfurt          | 24. Dez. 1944 | 160    | 30       | 81 %      |
| KZ Mannheim-Sandhofen | 23. Dez. 1944 | 200    | 88       | 56 %      |
| KZ Echterdingen       | 20. Dez. 1944 | 100    | 26       | 74 %      |
| KZ Leonberg           | 12. Jan. 1945 | 61     | 18       | 70 %      |
| KZ Wasseralfingen     | 16. Jan. 1945 | 136    | 27       | 80 %      |
| KZ Hailfingen         | 13. Feb. 1945 | 111    | 65       | 41 %      |
| KZ Kochendorf         | 14. Feb. 1945 | 50     | 17       | 66 %      |
| KZ Haslach            | 16. Feb. 1945 | 256    | 188      | 27 %      |
| KZ Neckarelz          | 6. März 1945  | 120    | 109      | 9 %       |
| KZ Mannheim-Sandhofen | 11. März 1945 | >145   | N/A      | N/A       |

In unmittelbarer Nähe des Lagers wurden Massengräber angelegt, in denen 1578 Häftlinge begraben wurden. Weitere Häftlinge starben nach der Befreiung im Vaihinger Krankenhaus. Insgesamt kamen in kurzer Zeit rund 1700 Menschen in diesem Konzentrationslager zu Tode.
Nachdem die gehfähigen Häftlinge Anfang April zum KZ Dachau transportiert worden waren, wurden hier noch rund 600 überlebende Häftlinge am 7. April 1945 durch Truppen der französischen 1. Armee befreit. Die Mehrzahl von ihnen wurde ab 13. April in Neuenbürg (Kraichtal) unter Quarantäne gestellt.

### Nachkriegszeit
1954 wurden die Massengräber geöffnet, die Leichen exhumiert und untersucht. Dabei konnten 223 Opfer identifiziert und in ihre Heimatländer überführt werden.
1267 Opfer wurden auf dem neu gestalteten KZ-Friedhof beigesetzt. Das Gräberfeld und ein Gedenkstein wurden 1958 eingeweiht.
In den 1980er Jahren wurde die Schnellfahrstrecke Mannheim–Stuttgart gebaut. Seitdem ist die Topografie des KZ-Geländes nicht mehr vollständig erhalten.

## Gedenkstätte

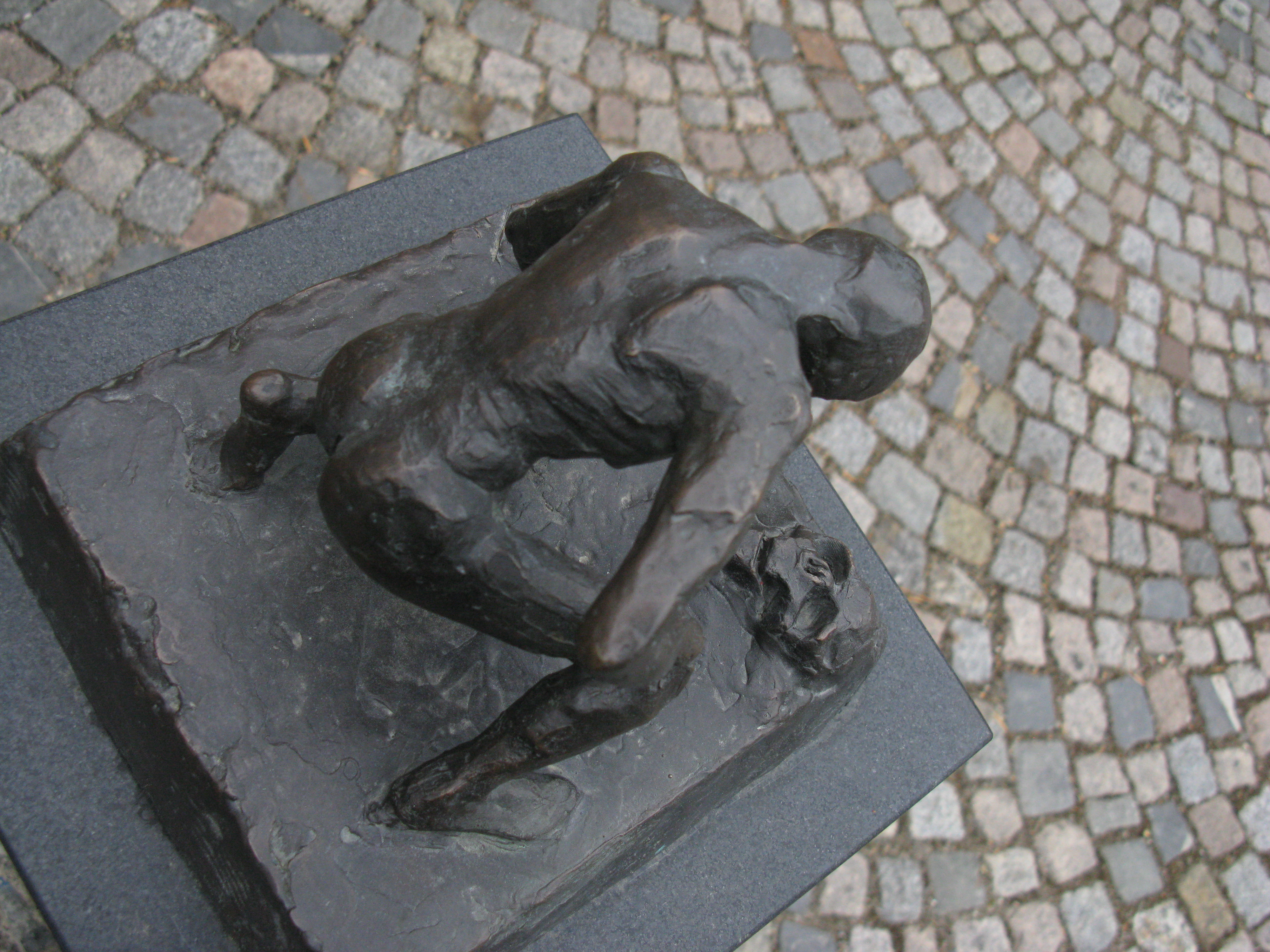
Skulptur von Lothar Morlock

1990 gründete sich ein Verein zur Errichtung einer Gedenkstätte. Die Arbeiten an der KZ-Gedenkstätte dauerten mehrere Jahre. Sie wurden von der Europäischen Kommission und der Landesstiftung Baden-Württembergs unterstützt, auch diverse Firmen beteiligten sich mit Zuschüssen und Sachleistungen. Am 16. April 2005 konnte die Gedenkstätte in Anwesenheit von Gästen aus Frankreich, Israel, Kanada, den Niederlanden, Polen und den USA eröffnet werden.
Vor dem Eingang thematisiert eine Skulptur des Vaihinger Bildhauers Lothar Morlock die Leiden und Qualen der Gefangenen. Eine etwa zwanzigminütige audiovisuelle Präsentation erinnert an das Geschehen der Jahre 1944 und 1945.
Das Archiv der KZ-Gedenkstätte Vaihingen/Enz wird im Stadtarchiv Vaihingen verwahrt und kann dort eingesehen werden. Hier finden sich Bücher mit Augenzeugenberichten und zahlreiche weitere Dokumente, darunter viele Fotos.
Die KZ-Gedenkstätte Vaihingen/Enz e. V. gehört zu den 12 Gründungsmitgliedern des Verbundes der Gedenkstätten im ehemaligen KZ-Komplex Natzweiler.

## Videodokumentation
- Im Blick zurück – kein Vergessen. Erinnerungen von Wendelgard von Staden an die Häftlinge des KZ Wiesengrund. DVD-Videofilm, Farbe/SW, 19 Minuten, 2005.
- Die andere Reise. Amsterdam – KZ Vaihingen an der Enz. Jules Schelvis Juni 1943 bis April 1945. DVD-Videofilm, Farbe/SW, 20 Minuten, 1995.